# Левицький Олександр Олександрович
Олекса́ндр Олекса́ндрович Леви́цький (22 травня 1921, Сахновщина — 11 січня 2002, Київ) — український композитор, 1996 — заслужений діяч мистецтв України.

## З життєпису
В часи Другої світової війни керував армійськими ансамблями.
1961 року закінчив теоретично-композиторський факультет Київської консерваторії.
З 1961 по 1967 рік працює художнім керівником музичних колективів Українського телебачення та радіо.

## Творчий доробок
Є автором опер:
- «Пісня гніву», 1964
- «Червона шапочка», по мотивах п'єси Євгена Шварца, 1974,
- «Пам'ять серця», по п'єсі Олександра Корнійчука, 1975,
- музичної комедії «Різдвяна казка», 1969,
- «Собака на сіні», по твору Лопе де Вега, 1971,
- для хору і симфонічного оркестру — «Привітальна ода», 1966, слова О. Новицького,
- «На моїй землі народився Ленін»- 1971, слова І. Велігжаніна,
- для симфонічного оркестру — «В зоопарку», дитяча сюїта, 1966,
- «Молодіжна святкова увертюра», 1966,
- «Дума про Дніпро», епічна увертюра, 1967,
- «Концертний марш» — 1971,
- «Концерт-поема» — 1976,
- для струнного оркестру: «Сюїта» — 1968,
- для духового оркестру: «Марш радянської молоді» — 1967,
- для оркестру народних інструментів: «Поема про Україну» — 1969,
- також «Фантазія на теми пісень К. Богуславського» — 1970,
- «Танцювальна сюїта» — 1971,
- «Дума про колгоспне поле» — 1972, поема,
- для скрипки і фортепіано: «Три концертні п'єси» — 1969,
- для фортепіано — «Три прелюдії» — 1964,
- цикл «Дитячі малюнки» — 1972,
- для голосу та фортепіано: цикли на слова Т. Г. Шевченка, Лесі Українки,
- романси на слова В. Сосюри, М. Нагнибіди, Л. Реви, М. Бахтинського, М. Сіренка,
- хори та пісні — понад 150, з них «Українська баркарола» — слова О. Новицького, «Кручі дніпровські» — слова Д. Луценка, «Вірна жона моя» — слова М. Сома, «Сонячна пісенька» — слова В. Безкоровайного, «Ми дівчата з Києва» — слова Атени Пашко, «Пісня про тополі» — слова О. Марунич,
- для естрадних оркестрів — музичні замальовки «Весела прогулянка» — 1968, «На футбольному полі» — 1969, «Вальс» — 1970, «Весела увертюра» — 1973,
- музику для драматичних спектаклів, радіовистав та фільмів.

Разом з поетом Володимиром Морданем написав пісні «Ой поле-поле» та «Пісня-дума про Київ».